# スノーブリッジ

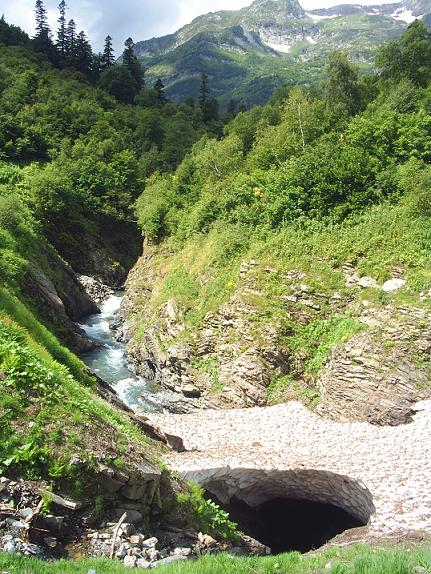
スノーブリッジの例

スノーブリッジは、氷河のクレバスや雪渓にアーチ状に残る雪の塊である。雪橋とも。雪渓では水流が流れることにより下部の雪が融解することで作られる。

## 危険性
登山などの際にスノーブリッジの上に乗って踏み抜いた場合に崩落を起こし怪我や死亡事故などを引き起こすおそれがある。
また氷河の登山ではスノーブリッジの下にクレバスが隠れてしまうことがあり、これに気づかずにスノーブリッジを踏み抜いた登山者が下のクレバスに落下するケースも存在している。日本では氷河は珍しいが、日本国外ではスノーブリッジを踏み抜いてクレバスに落下する事故が度々起きている。